# イギリス領ウィンドワード諸島の旗

イギリス領ウィンドワード諸島の旗

イギリス領ウィンドワード諸島の旗(Flag of the British Windward Islands)は、ウィンドワード諸島がイギリスの連邦植民地（イギリス領ウィンドワード諸島）であった時代の旗である。ブルー・エンサインのフライに総督の紋章が描かれている。連邦の各々の植民地は、独自の旗を持っていた。1903年に、紋章に描かれた王冠の形が若干変わった。ウィンドワード諸島の総督は、紋章を付けたユニオンジャックを用いていた。
ウィンドワード諸島の連邦植民地は、1956年6月に領土として組み込まれ、1960年に解散した。

## ギャラリー

### 過去の旗
- 1833 - 1886
- 1886 - 1903
- 1903 - 1953
- 1953 - 1960

### 総督旗
- 1886-1903
- 1903-1953
- 1953-1960